# Potok zza Bramki
Potok zza Bramki – potok wypływający z Doliny za Bramką w Tatrach Zachodnich. Wypływa na wysokości około 1160 m n.p.m. Oprócz tego najwyżej położonego źródła w górnych partiach Doliny za Bramką jest jeszcze wiele źródeł zasilających potok i wiele małych cieków. Po opuszczeniu Tatr Potok zza Bramki przecina Drogę pod Reglami, następnie drogę Zakopane – Kościelisko i na wysokości ok. 832 m n.p.m. uchodzi do Cichej Wody Zakopiańskiej jako jej prawy dopływ. Długość potoku wynosi 3,5 km, powierzchnia zlewni 2,237 km².
Potok ma średni spadek 104 m/km. Średni roczny przepływ wynosi 50-60 l/s, jednak przepływ ten ulega bardzo dużym zmianom w ciągu roku. Zasilany jest przez kilka mniejszych potoczków. Największy z nich to Miśkowiec wypływający z Suchego Żlebu. Potok zza Bramki wyrzeźbił w kamienistym dnie fantazyjne koryto z progami, na których występują niewielkie kaskady. Po opuszczeniu Tatr jego koryto głęboko przecina stożki napływowe Rowu Zakopiańskiego, odsłaniając warstwy fliszu karpackiego.

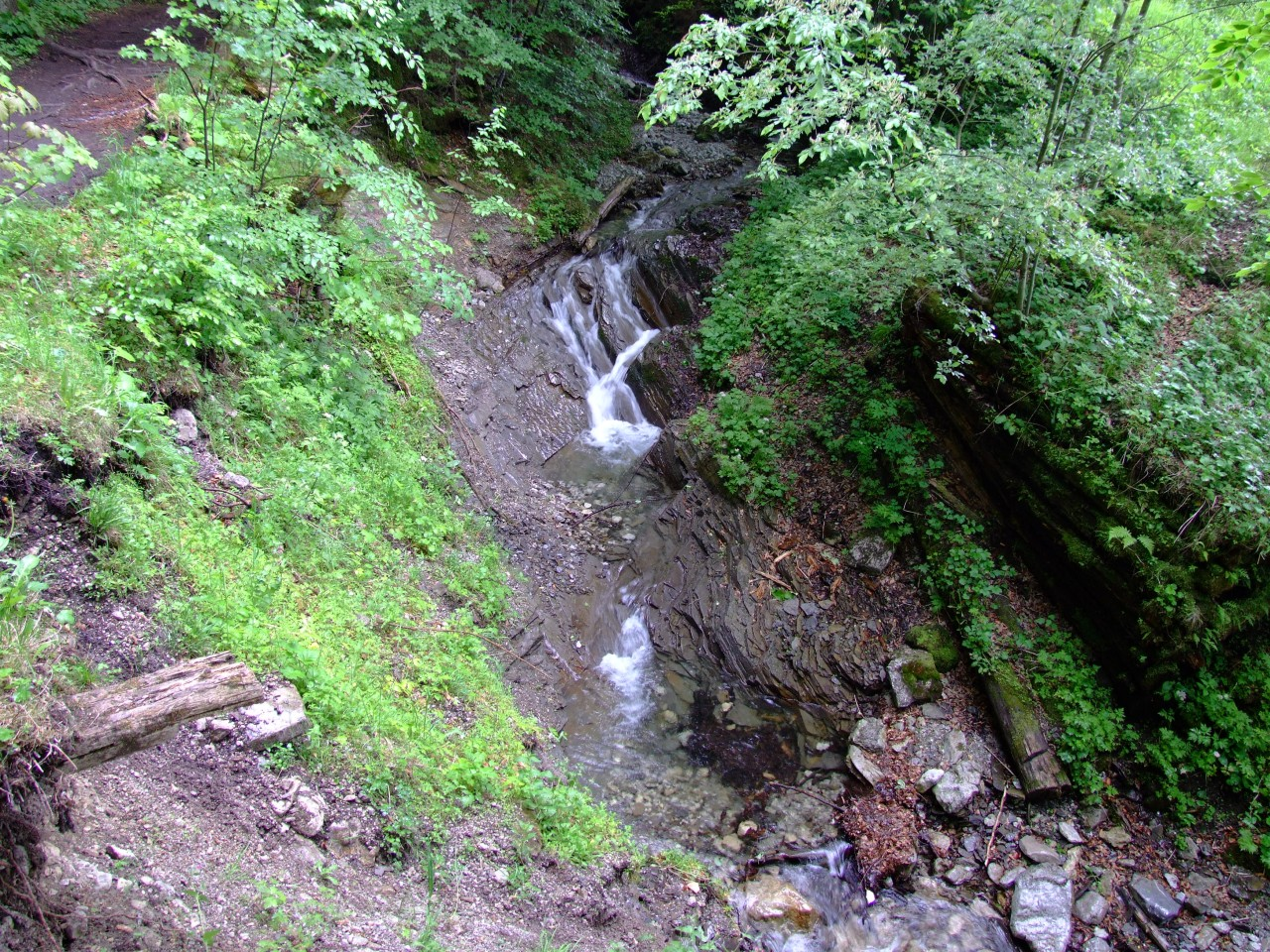
Rzeźbione w skale koryto potoku